# Phostria leucogaster
Phostria leucogaster là một loài bướm đêm trong họ Crambidae.